# Outtakes
Outtakes è il quarto EP del rapper italiano Fabri Fibra, pubblicato il 25 ottobre 2019 dalla Island Records.

## Descrizione
L'EP è stato pubblicato lo stesso giorno della prima raccolta del rapper Il tempo vola 2002-2020 e contiene quattro brani inediti precedentemente registrati ma scartati dalle sessioni di registrazione degli album Squallor e Fenomeno e un demo del singolo Fenomeno.
Il disco è stato inserito nella raccolta Il tempo vola 2002-2020 come bonus CD ed è uscito in un vinile 12" a parte.

## Tracce
CD
Testi di Fabrizio Tarducci, eccetto dove indicato.
1. Mai smesso (tratto dalle sessioni di Fenomeno) – 3:49
2. Quentin Tarantino (tratto dalle sessioni di Squallor) – 2:46 (musica: feat. Side Baby)
3. Nel bene o nel male (tratto dalle sessioni di Fenomeno) – 3:01 (musica: Alessandro Merli e Fabio Clemente)
4. Cane mangia cane (tratto dalle sessioni di Squallor) – 3:57
5. Fenomeno (Early Demo) – 2:44

12"
- Lato A

1. Mai smesso – 3:49
2. Quentin Tarantino (feat. Side Baby) – 2:46
3. Nel bene o nel male – 3:01 (musica: Alessandro Merli e Fabio Clemente)
4. Cane mangia cane – 3:57
5. Fenomeno (Early Demo) – 2:44

- Lato B

1. Mai smesso – 3:49
2. Quentin Tarantino (feat. Side Baby) – 2:46
3. Nel bene o nel male – 3:01 (musica: Alessandro Merli e Fabio Clemente)
4. Cane mangia cane – 3:57
5. Fenomeno (Early Demo) – 2:44